# Plectrocentropus sulis
Plectrocentropus sulis is een fossiele soort schietmot uit de familie Polycentropodidae.